# Jean Merget
Jean Nicolas Amédée Merget (Beho, 16 juni 1879 - Bomal-sur-Ourthe, 29 december 1956) was een Belgisch volksvertegenwoordiger.

## Levensloop
Merget promoveerde tot ingenieur en tot licentiaat in de wijsbegeerte en letteren aan de Katholieke Universiteit Leuven.
Van 1923 tot 1925 was hij provincieraadslid voor de provincie Luxemburg.
In 1925 volgde hij de overleden Alphonse Lefebvre op als katholiek volksvertegenwoordiger voor het arrondissement Aarlen-Marche-Bastenaken. Hij vervulde dit mandaat gedurende meer dan dertig jaar, tot aan zijn dood. In de Kamer vervulde hij de functies van secretaris en quaestor.